# Victor Gheorghe Maior
Victor Gheorghe Maior (n. 22 octombrie 1878, Sărmașu – d. 5 septembrie 1959, Târgu-Mureș) a fost un deputat în Marea Adunare Națională de la Alba Iulia, organismul legislativ reprezentativ al „tuturor românilor din Transilvania, Banat și Țara Ungurească”, cel care a adoptat hotărârea privind Unirea Transilvaniei cu România, la 1 decembrie 1918.:p. 77

## Biografie
Născut în  localitatea Sărmașu în anul 1878, Victor a urmat studiile  la Academia Comercială din Brașov și pe cele de la Institutul Teologic din Blaj. Este numit președinte al Consiliului de Administrație și director la Banca Vulturul din Târnăveni fiind în același timp și membru al Despărțământului Târnăveni al Astrei. După anul 1918 activează ca și membru al Partidului Poporului  și este numit prim-pretor al plășii Mureșul de Sus. Din anul 1923 funcționează ca membru al P.N.L., iar între anii 1923-1925 este prefect al județului Mureș-Turda. În timpul regimului comunist primește domiciliu forțat la Târgu-Mureș, loc în care va și deceda la data de 5 septembrie 1959.

## Activitatea politică
A fost ales ca delegat titular al cercului electoral  Bălăușeri, la Marea Adunare Națională de la Alba Iulia de la 1 decembrie 1918.:p.251- 252

## Decorații
Victor Gheorghe Maior  a fost decorat cu ordinul Coroana României în rang de cavaler.:p.256- 257